# Covington (Washington)
Covington é uma cidade localizada no estado norte-americano de Washington, no Condado de King.

## Demografia
Segundo o censo norte-americano de 2000, a sua população era de 13.783 habitantes.
Em 2006, foi estimada uma população de 17.509, um aumento de 3726 (27.0%).

## Geografia
De acordo com o United States Census Bureau tem uma área de 15,0 km², dos quais 14,9 km² cobertos por terra e 0,1 km² cobertos por água.

## Localidades na vizinhança
O diagrama seguinte representa as localidades num raio de 8 km ao redor de Covington.